# حمام سوته
حمام سوته مربوط به دوره قاجار است و در شهرستان فریدونکنار، دهستان باریک رود، روستای سوته واقع شده و این اثر در تاریخ ۲۷ آبان ۱۳۸۶ با شمارهٔ ثبت ۲۰۲۷۸ به‌عنوان یکی از آثار ملی ایران به ثبت رسیده است.